# So Lonely (canção)
"So Lonely" é uma canção da banda de rock inglesa The Police, lançada como o terceiro e último single em novembro de 1978 a partir de seu primeiro álbum de estúdio Outlandos d'Amour (1978), e novamente em fevereiro de 1980 como relançamento. A canção usa um estilo reggae e contou com Sting nos vocais principais. 
"So Lonely" tem sido regravada por uma variedade de artistas, como Limbeck e The Militia Group . 
A canção é conhecida por um famoso mondegreen, onde o título é frequentemente chamado de " Sue Lawley", uma emissora famosa por apresentar Desert Island Discs na BBC Radio 4 de 1988 a 2006.

## Fundo
Sting admitiu que usou "No Woman, No Cry" de Bob Marley como base para a canção. 
Sting reciclou a letra dos versos da música de sua canção anterior do Last Exit, "Fool in Love". As próprias letras, sobre alguém que está sozinho depois de ter o coração partido, foram consideradas "irônicas" para grandes audiências. Sting negou essa afirmação, no entanto, dizendo: "Não, não há nenhuma ironia. Do lado de fora, pode parecer um pouco estranho, estar cercado por toda essa atenção e ainda sentir a pior sensação de solidão... mas eu sinto. E, de repente, a atenção é retirada meia hora depois. Você é tão isolado...."  
"So Lonely" foi lançado como o terceiro e último single de Outlandos d'Amour em novembro de 1978, após "Roxanne" e "Can't Stand Losing You". O single não chegou às paradas na primeira ocasião, mas alcançou o sexto lugar com seu segundo lançamento.  Os outros singles de Outlandos d'Amour seguiram um padrão similar de não ter um resultado muito alto em 1978, mas se sair muito bem em um relançamento. 
O vídeo da canção mostra a banda andando pelas ruas de Hong Kong e nos trens do metrô de Tóquio em 1980. A banda sincroniza os lábios com os walkie-talkies, enquanto Stewart Copeland realiza preenchimentos de bateria em objetos aleatórios, como ônibus e objetos que estão sendo vendidos. 
O B-Side "No Time This Time" era originalmente uma faixa que não era do álbum, mas a mesma gravação apareceu mais tarde no álbum Reggatta de Blanc para diminuir o tempo de execução.

## Posição nas paradas musicais
| Parada (1979–1980)             | Melhor posição |
| ------------------------------ | -------------- |
| Austrália (Kent Music Report)  | 99             |
| Irlanda (IRMA)                 | 7              |
| Países Baixos (Dutch Top 40)   | 31             |
| Países Baixos (Single Top 100) | 26             |
| Reino Unido (UK Singles Chart) | 6              |

| Parada (2013) | Melhor posição |
| ------------- | -------------- |
| França (SNEP) | 133            |